# Diastylis lucifera
Diastylis lucifera är en kräftdjursart som först beskrevs av Henrik Nikolai Krøyer 1837.  Diastylis lucifera ingår i släktet Diastylis och familjen Diastylidae. Arten är reproducerande i Sverige. Inga underarter finns listade i Catalogue of Life.

## Bildgalleri

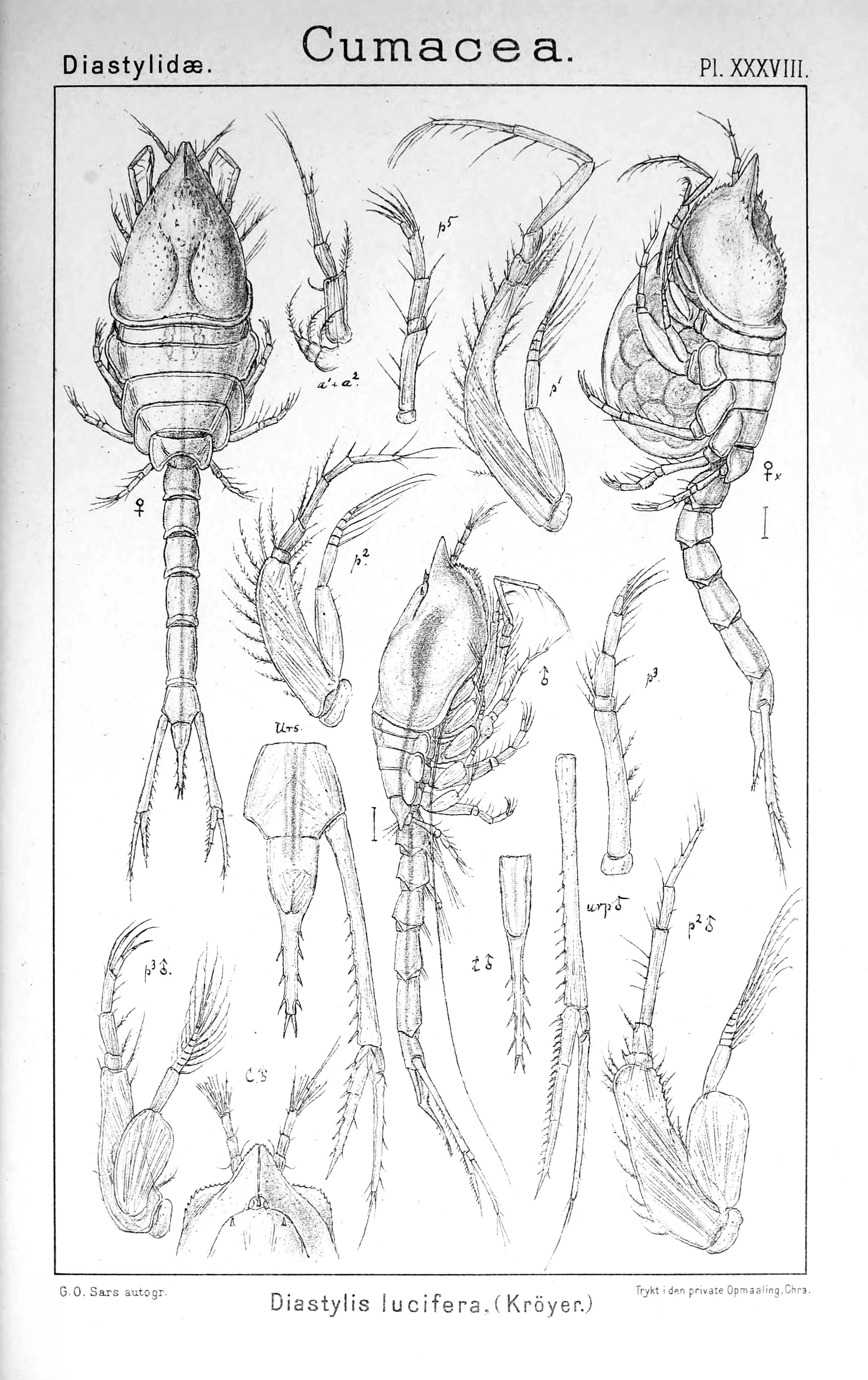